# ¿Conocemos España?
¿Conocemos España? fue un programa concurso de España emitido por La 1 de TVE en 1978. Grabado en los Estudios Miramar en Barcelona, fue presentado por Mario Beut y dirigido por Esteban Durán. En funciones de azafata del programa, Guillermina Ruiz, Miss España 1978.

## Mecánica
Los concursantes, elegidos por sorteo entre todos aquellos que se dirigían a la cadena por correo postal, formaban dos equipos de tres personas cada uno y debían responder a preguntas sobre la cultura, tradiciones, historia, geografía, patrimonio histórico y artístico de una determinada región o provincia de España. Además, para contestar, se auxiliaban de las pistas mudas de un mimo.
Además, cada semana visitaba el plató del programa un invitado famoso, entre los que pueden mencionarse Alfredo Mayo y Chicho Ibáñez Serrador.